# 庫爾瓦斯區
庫爾瓦斯區（西班牙語：Distrito de Cullhuas），是秘魯的一個區，位於該國中部胡寧大區的萬卡約省，始建於1954年4月23日，面積108.01平方公里，海拔高度3,663米，2005年人口2,940，人口密度每平方公里27人。